# Рудня-Замисловицька
Рудня-Замисловицька — село в Україні, в Коростенському районі Житомирської області. Входить до складу Олевської міської громади. Населення становить 93 осіб.

## Географія
Поблизу села розташована пам'ятка природи, геологічний заказник державного значення України Урочище Камінне Село.
Селом протікає річка Перга. На заході від села бере початок річка Силець, права притока Уборті.

## Історія
У 1906 році село Юрівської волості Овруцького повіту Волинської губернії. Відстань від повітового міста 78  верст, від волості 15. Дворів 26, мешканців 144.

## Населення
Згідно з переписом УРСР 1989 року чисельність наявного населення села становила 163 особи, з яких 82 чоловіки та 81 жінка.
За переписом населення України 2001 року в селі мешкали 93 особи. 100 % населення вказало своєю рідною мовою українську мову.

## Галерея

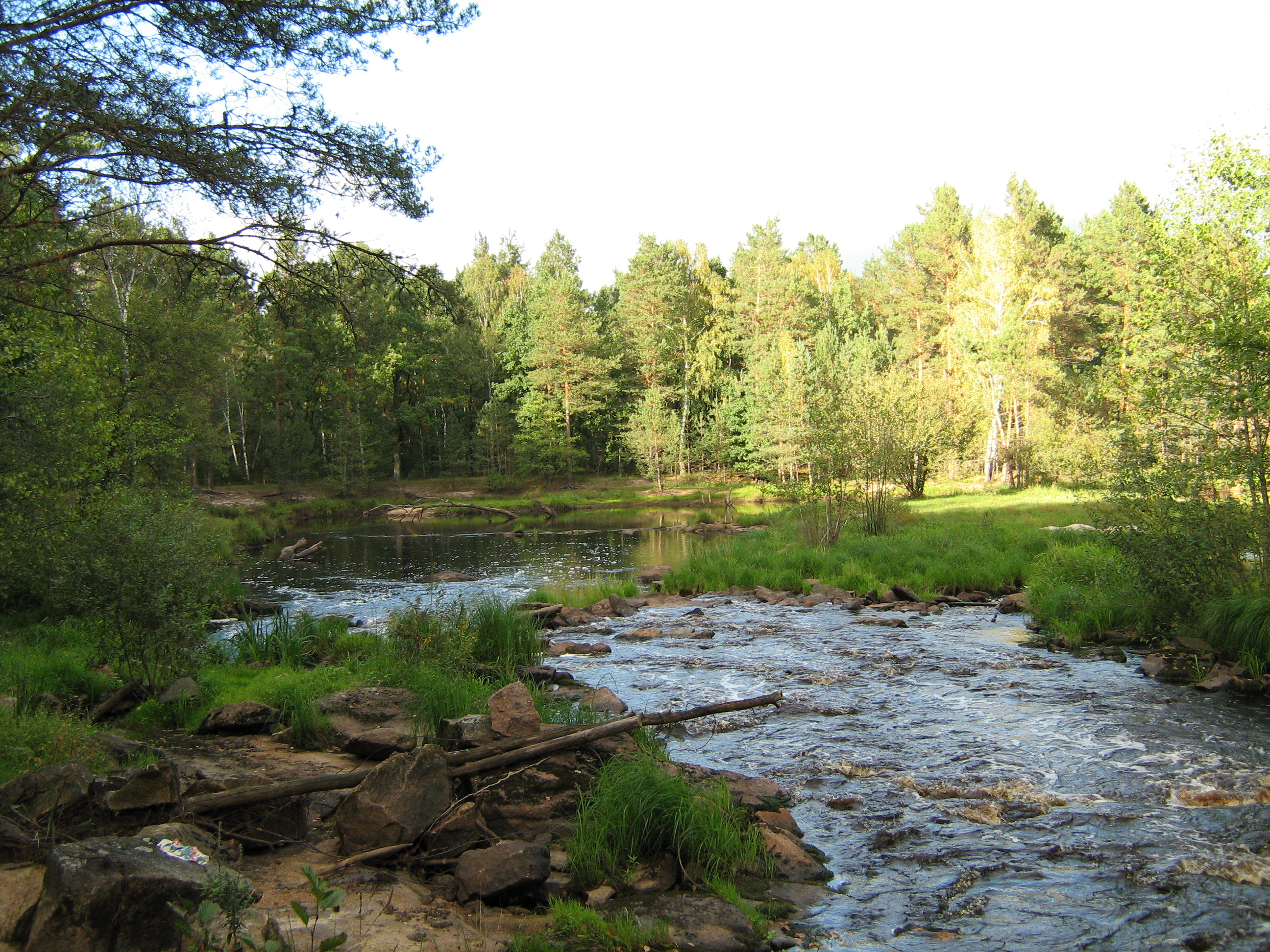
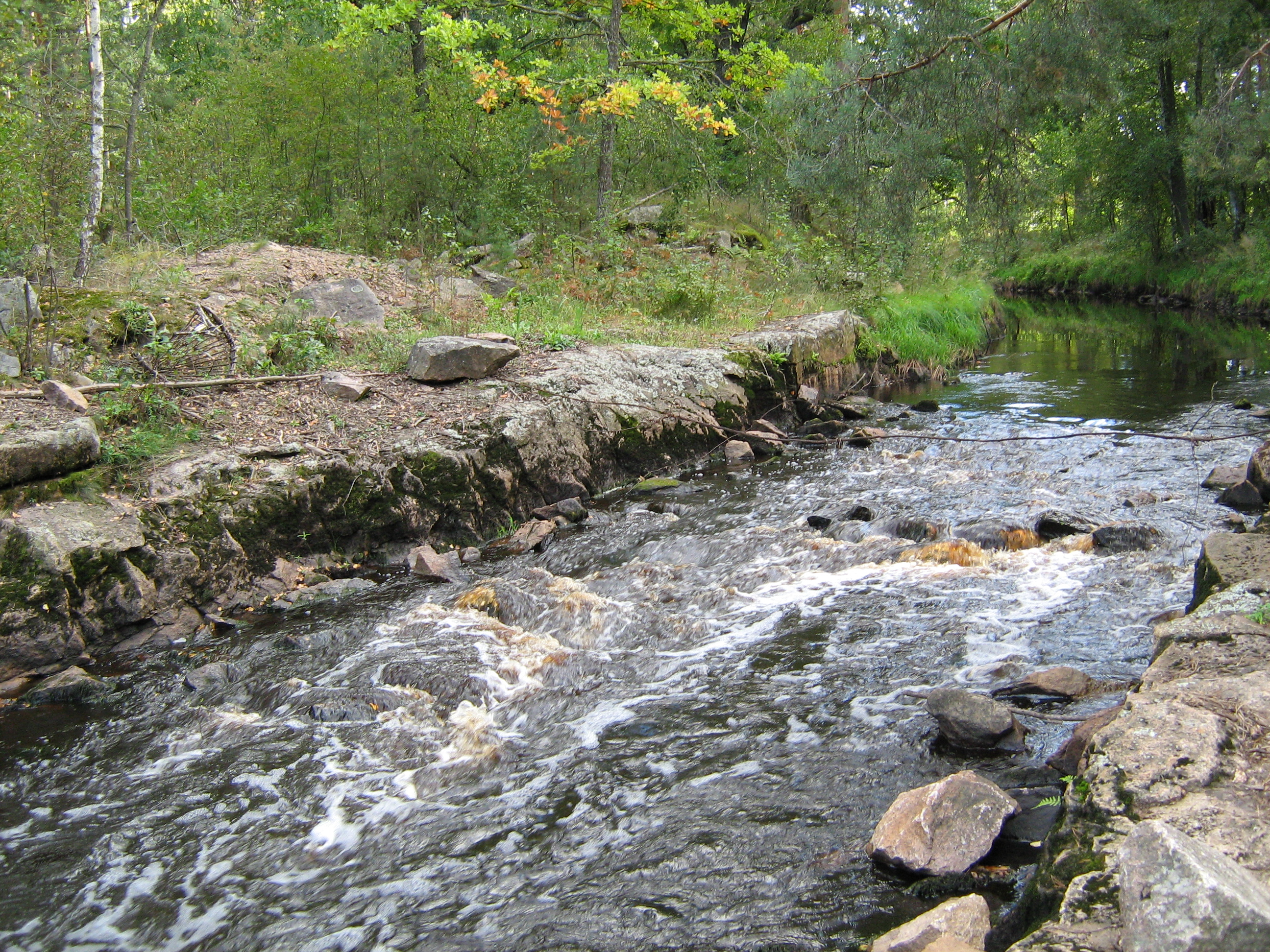
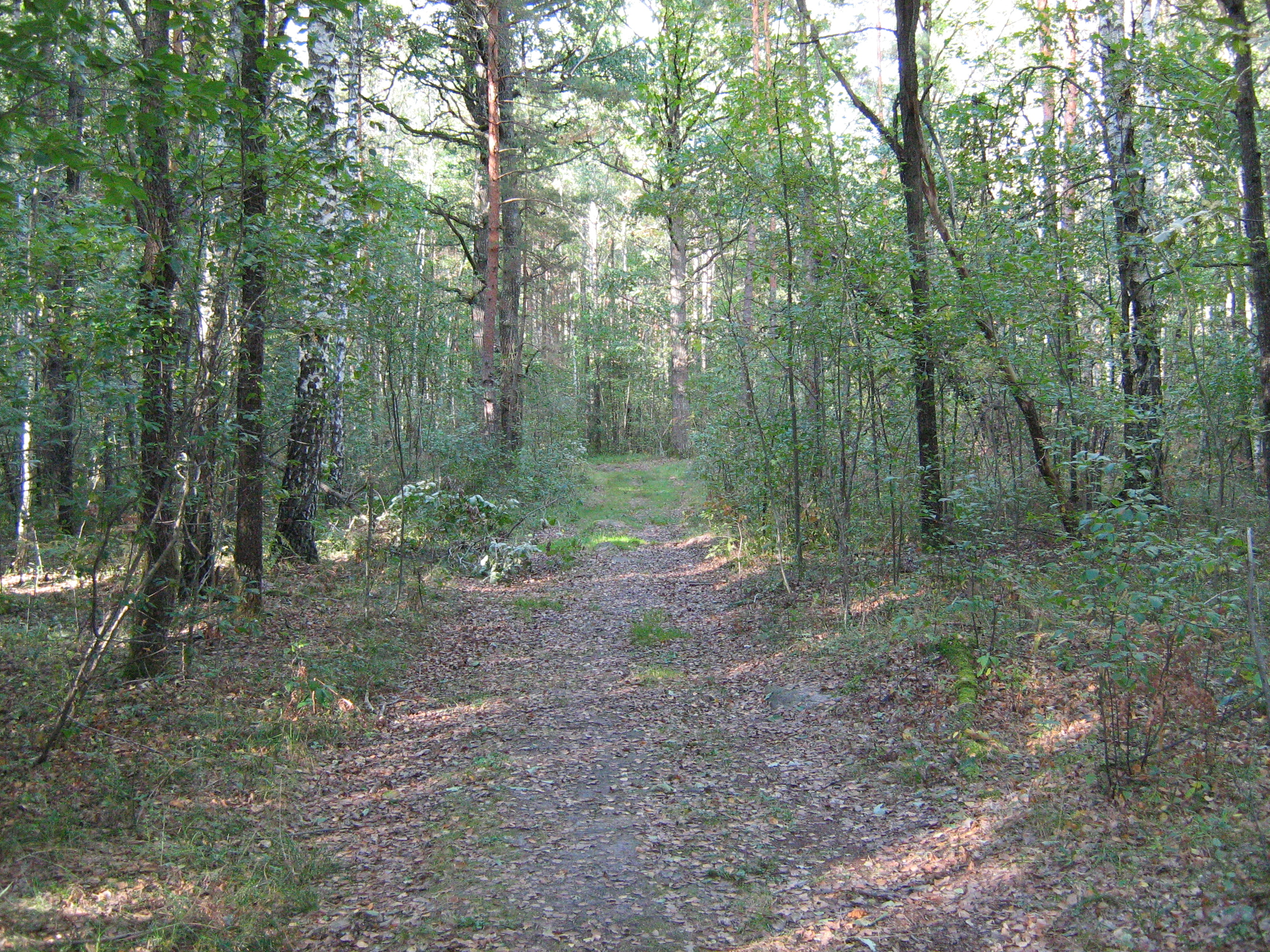
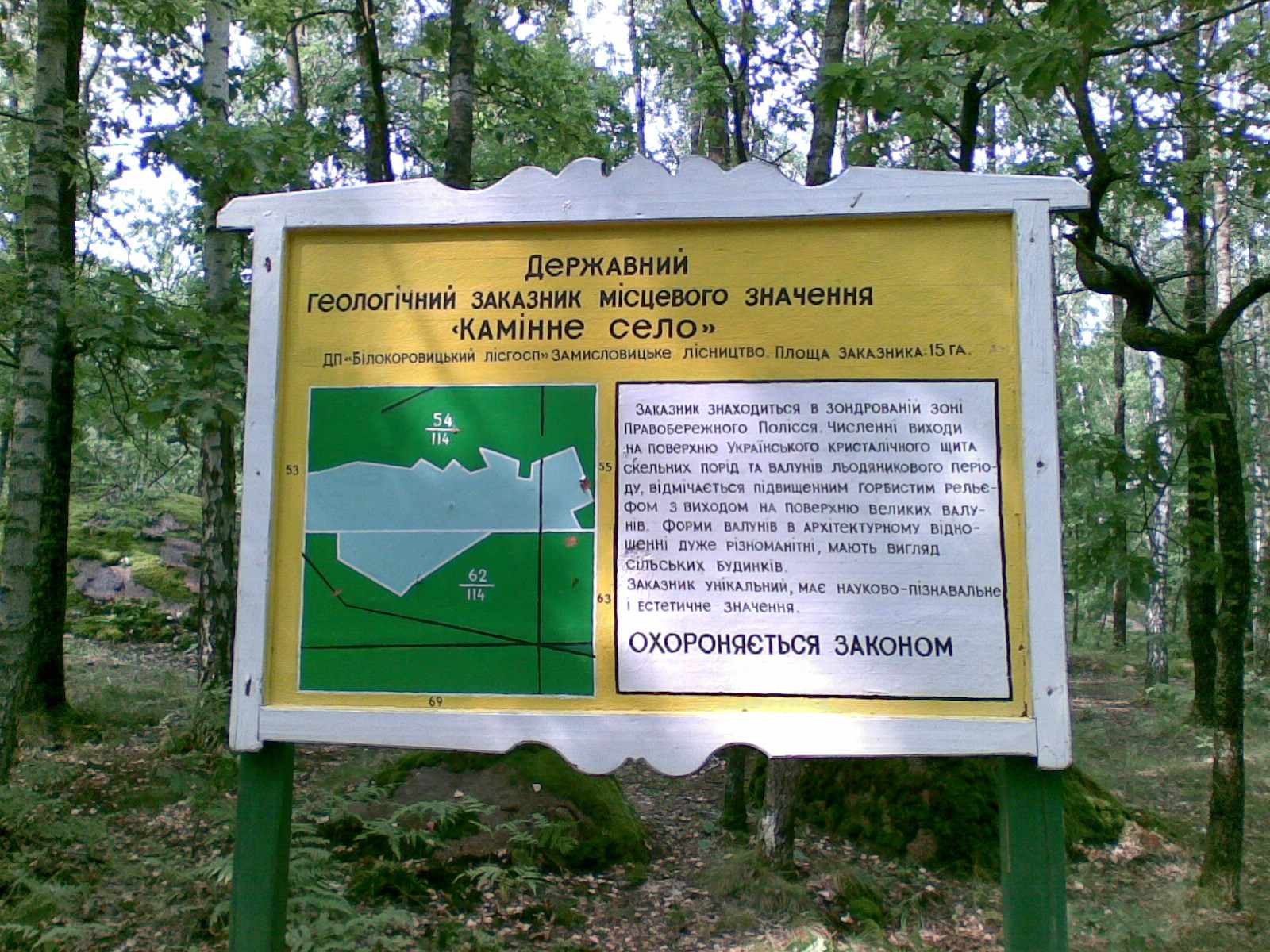
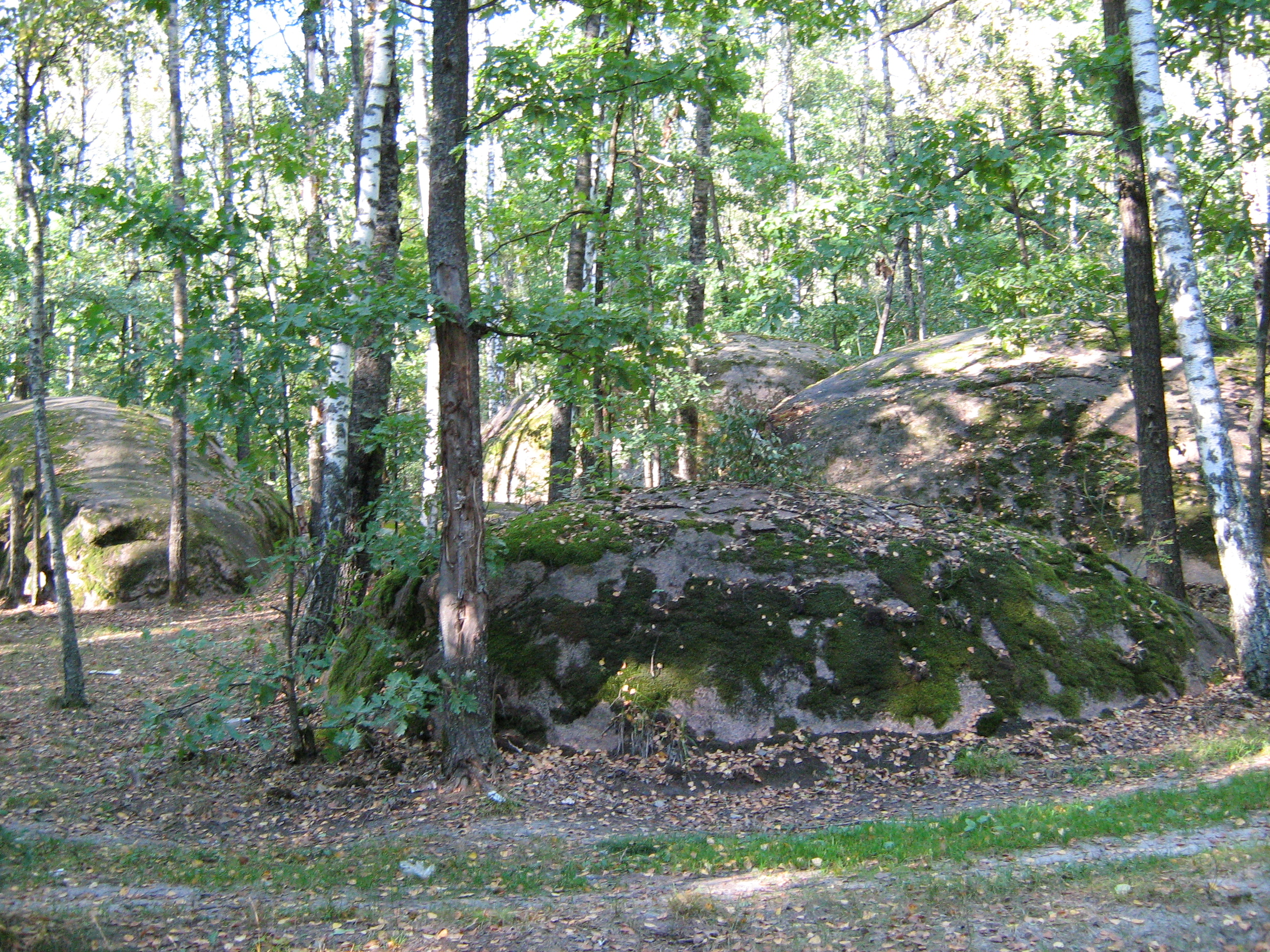